# Победа (Унечский район)
Победа — опустевший поселок в Унечском районе Брянской области в составе Ивайтёнского сельского поселения.

## География
Находится в центральной части Брянской области на расстоянии приблизительно 26 км на восток по прямой от вокзала железнодорожной станции Унеча.

## История
Упоминался с 1930-х годов. На карте 1941 года отмечен как поселок с 28 дворами.

## Население
Численность населения: 8 человек (русские 100 %) в 2002 году, 0 в 2010.